# دهستان هیو
دهستان هیو دهستانی در بخش مرکزی شهرستان ساوجبلاغ، استان البرز در ایران است. براساس سرشماری مرکز آمار ایران در سال ۱۳۸۵، جمعیت آن ۱۴۳۵۲ نفر (۳۹۹۲ خانوار) بوده‌است.
هیو یکی از بخش های شلمزار کهن می‌باشد که در حال حاضر جمعیتی بسیار بیشتر از شلمزار کنونی در خود دارد.